# Theodore Dwight
Theodore Dwight (* 15. Dezember 1764 in Northampton, Province of Massachusetts Bay; † 12. Juni 1846 in New York City) war ein US-amerikanischer Politiker. Zwischen 1806 und 1807 vertrat er den Bundesstaat Connecticut im US-Repräsentantenhaus.

## Werdegang
Theodore Dwight war ein Cousin von Aaron Burr, der zwischen 1801 und 1805 als Vizepräsident der Vereinigten Staaten amtierte, sowie der Enkel des Missionars Jonathan Edwards. Er besuchte die öffentlichen Schulen seiner Heimat und studierte anschließend Jura. Nach seiner im Jahr 1787 erfolgten Zulassung als Rechtsanwalt begann er in Haddam (Connecticut) in seinem neuen Beruf zu arbeiten. Im Jahr 1791 verlegte er seinen Wohnsitz und seine Anwaltspraxis nach Hartford. Dort stieg er auch in das Pressegeschäft ein, indem er zwei Zeitungen herausgab.
Dwight war Mitglied der Föderalistischen Partei. Nach dem Rücktritt des Kongressabgeordneten John Cotton Smith wurde er bei der fälligen Nachwahl in Connecticut als dessen Nachfolger in das US-Repräsentantenhaus gewählt. Dort beendete er zwischen dem 1. Dezember 1806 und dem 3. März 1807 die angebrochene Legislaturperiode seines Vorgängers. Bei den regulären Kongresswahlen des Jahres 1806 verzichtete er auf eine weitere Kandidatur.
In den Jahren 1814 und 1815 war er Sekretär auf einer Konferenz in Hartford, auf der die Neuenglandstaaten über eine mögliche Trennung von den Vereinigten Staaten diskutierten. Hintergrund war ihre Opposition gegen den Krieg von 1812. Dieser Schritt wurde dann aber mangels der entsprechenden Mehrheiten nicht vollzogen. Im Jahr 1815 zog Theodore Dwight nach Albany im Staat New York, wo er bis 1817 die Zeitung „Albany Daily Advertiser“ herausgab. Dann zog er nach New York City. Dort war er zwischen 1817 und 1835 Herausgeber der Zeitung „New York Daily Advertiser“. Anschließend kehrte er für einige Jahre nach Hartford zurück. Um das Jahr 1843 zog er New York City zurück, wo er im Jahr 1846 verstarb.
Sein älterer Bruder Timothy war von 1795 bis zu seinem Tod im Jahr 1817 Präsident des Yale College.